# Francisco Gamborena
Francisco Gamborena Hernandorena, également connu sous le nom de Patxi Gamborena (né le 14 mars 1901 à Irun au Pays basque et mort le 30 juillet 1982 à Saint-Sébastien) est un joueur de football international espagnol, qui évoluait au poste de défenseur, avant de devenir entraîneur.

## Biographie

### Carrière de joueur

#### Carrière en sélection
Avec l'équipe d'Espagne, il joue 20 matchs (pour aucun but inscrit) entre 1921 et 1933. 
Il figure notamment dans le groupe des sélectionnés lors des JO de 1924 et de 1928. Il dispute un match lors du tournoi olympique de 1924 et deux matchs lors du tournoi de 1928.

## Palmarès
Real Unión
- Coupe d'Espagne (2) :
  - Vainqueur : 1924 et 1927.